# روبرتو فریگریو
روبرتو فریگریو (انگلیسی: Roberto Frigerio; ۱۶ مهٔ ۱۹۳۸) بازیکن فوتبال اهل سوئیس بود.
از باشگاه‌هایی که در آن بازی کرده‌است می‌توان به باشگاه فوتبال کیاسو، باشگاه فوتبال لشو دو فوند، باشگاه فوتبال لوزان-اسپورت، و باشگاه فوتبال بازل اشاره کرد.
وی همچنین در تیم ملی فوتبال سوئیس بازی کرده‌است.